# Barosaurus

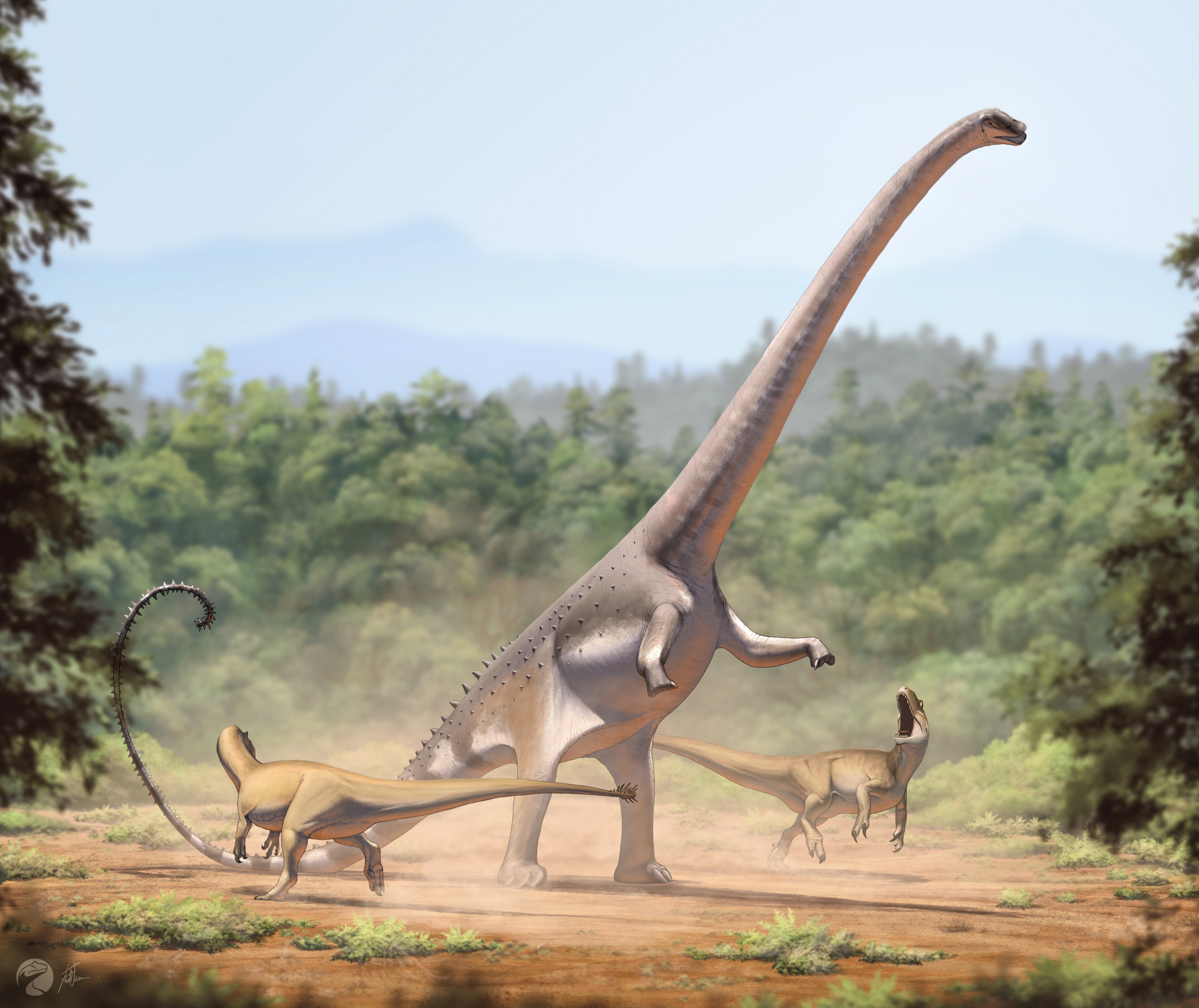
Representação artística de um Barosaurus sendo atacado por alossauros.

Barosaurus (do latim "lagarto pesado") foi uma espécie de dinossauro herbívoro e quadrúpede que viveu durante o período Jurássico, há 150 milhões de anos. Media em torno de 24 a 27 metros de comprimento e pesava cerca de 12 toneladas, sendo relativamente leve entre os saurópodes da família Diplodocidae.
O Barosaurus viveu na América do Norte e no Zimbábue e foi um dinossauro de tamanho impressionante.
Possuía um longo pescoço, bastante leve graças a seus ossos ocos, que facilitavam o movimento para cima. Sendo assim, erguia a cabeça a uma altura invulgar para dinossáurios com a sua configuração corporal. Por isso, precisava de um sistema circulatório muito eficiente.